# Maja Jezercë
Masivul Jezerca (în albaneză Maja Jezercë) este cel mai înalt vârf dintre toți Alpii Dinarici, al doilea cel mai mare din Albania și  al șaptelea cel mai mare din Balcani, aflat la 2.694 metri (8.839 ft) deasupra nivelului mării. Este muntele cu unul dintre cele mai dificile și mai periculoase urcușuri din Alpii albanezi, dacă nu singurul. Cu toate acestea, Maja Jezercë este abia al 28-lea cel mai înalt vârf de munte ca înălțime de pe continentul european.
Maja Jezercë este situat în lanțul muntos Prokletije, care este cunoscut pentru ghețarii săi, singurii de acest fel din sudul Europei. În afara unor zone situate la nordul vârfului, masivul de munte calcaros face parte din Parcurile Naționale din Theth și Valea Valbonei. Poate fi urcat dinspre nord; majoritatea alpiniștilor sunt originari din Gusinje din Muntenegru, precum și din Theth . 
Se află la 5 kilometri de granița cu Muntenegru, între Valea Valbona la est și Shala la vest.  

## Nume
Maja Jezercë este numele albanez, care este derivat din jezer cuvântul din dialectul de nord abanez, probabil mai precis din dialectul de nord din Tropoja (:jezer, are sensul de ceață) și din cuvântul albanez maja ("vârf"). Prin urmare Maja Jezercë  are sensul de "Vârful ceții". În limbile slave, inclusiv în sârbo-croată și bulgară, Jezerski Vrh înseamnă "vârful lac". Toponimul se referă la lacurile circulare din partea de jos a localității Buni i Jezercës, pe partea nordică a muntelui. În timpul epocii comuniste din Albania i-a fost dat numele de Maja e Rinisë (Muntele Tineretului).